# Lindenweiher (Hochdorf)
Der Lindenweiher ist ein Stillgewässer im Gebiet der baden-württembergischen Gemeinde Hochdorf im Landkreis Biberach in Deutschland.

## Lage
Der rund dreieinhalb Hektar große „Lindenweiher“ liegt im Tal der Riß, etwa 2,2 Kilometer südwestlich der Hochdorfer Ortsmitte beim Weiler Linden, auf einer Höhe von 548,6 m ü. NHN.
Er ist heute im Besitz des Landes Baden-Württemberg und an einen örtlichen Angelsportverein verpachtet.

## Hydrologie
Der Weiher entstand im 12. Jahrhundert, als beim Bau der Burg Linden am nördlichen Ufer des heutigen Weihers ein Damm aufgeschüttet wurde.
Das Einzugsgebiet des „Lindenweihers“ erstreckt sich auf 94 Hektar. Die Größe der Wasseroberfläche beträgt 3,5 Hektar, bei einer durchschnittlichen Tiefe von 0,9 Meter und einer maximalen Tiefe von 2,1 Meter ergibt sich ein Volumen von rund 33.000 Kubikmeter.
Der Zulauf des Sees erfolgt aus Quelltöpfen sowie über Wiesen- und Entwässerungsgräben, der Abfluss – nur bei Hochwasser – über einen Wiesengraben und die Riß in die Donau und damit letztlich in das Schwarze Meer.

## Ökologie
Seit 2000 ist Hochdorf mit dem „Lindenweiher“ am Aktionsprogramm zur Sanierung oberschwäbischer Seen beteiligt. Ein wichtiges Ziel dieses Programms ist, Nährstoffeinträge in Bäche, Seen und Weiher zu verringern und die Gewässer dadurch in ihrem Zustand zu verbessern und zu erhalten.
Das Einzugsgebiet des Weihers wird zu 60 Prozent für die Landwirtschaft – davon 31 Prozent Grün- und 69 Prozent Ackerland – genutzt.

### Tiere und Pflanzen
Tiere
- Aal
- Karpfen
- Schleie
- Rotauge
- Rotfeder
- Barsch
- Hecht
- Zander
- Ukelei
- Biber[3]

Pflanzen
- Großseggenried
- Streuwiesen (Ufer)[3]

| Jahr                                     | 2000  | 2001  | 2007  | 2012  | 2017  | 2022  |
| Gesamt PO4-Phosphor (µg/l)               | 27,00 | 41,00 | 50,00 | 43,00 | 42,00 | 50,00 |
| Chlorophyll a (µg/l)                     | 20,00 | 11,00 | 14,00 | 11,00 |       |       |
| Chlorophyll a-Spitze (µg/l)              | 27,00 | 18,00 | 26,00 | 37,00 |       |       |
| anorganischer Gesamt-Stickstoff a (mg/l) | -     | -     | 2,24  | 2,92  |       |       |
| Sichttiefe (m)                           | -     | -     | 2,10  | 1,50  |       |       |
| Trophiestufe                             |       |       |       |       |       | p1    |

## Naturschutz
Der Lindenweiher hat eine besondere naturschutzfachliche Wertigkeit und ist daher als Naturschutzgebiet Vogelfreistätte Lindenweiher und als Vogelschutzgebiet Lindenweiher ausgewiesen. Zudem ist er Bestandteil des FFH-Gebiets Umlachtal und Riß südlich Biberach.